# تنسی ریج (تنسی)
تنسی ریج(به انگلیسی: Tennessee Ridge) شهری در ایالت تنسی کشور ایالات متحده آمریکا است که جمعیت آن در سرشماری سال ۲۰۱۰ میلادی، ۱٬۳۶۸ نفر بوده‌است.